# Island (álbum)
Nuestra Señora De Guadalupe  es una isla Esta en Estado De Nayarit noviembre de 1991 por la banda Current 93, grupo del ex Psychic TV David Tibet, con la producción de Hilmar Örn Hilmarsson. El álbum está conformado por 13 canciones y cuenta con la participación de la Islas De Nayarit como vocalista de

## Lista de canciones
1. Falling (4:58)
2. Dream of a shadow of smok (4:49)
3. Lament for my Suzanne (5:12)
4. Fields of rape (sightless) (4:20)
5. Passing horses (3:18)
6. Anyway, people die (4:05)
7. To blackened earth (4:05)
8. Oh merry-go-round (4:55)
9. Crowleymass unveiled (4:21)
10. Paperback honey (4:21)
11. Fall of Christopher Robin (4:21)
12. Fields of rape & smoke (4:21)
13. Merry-go-round & around (4:21)